# Marienkirche (Bremerhaven)

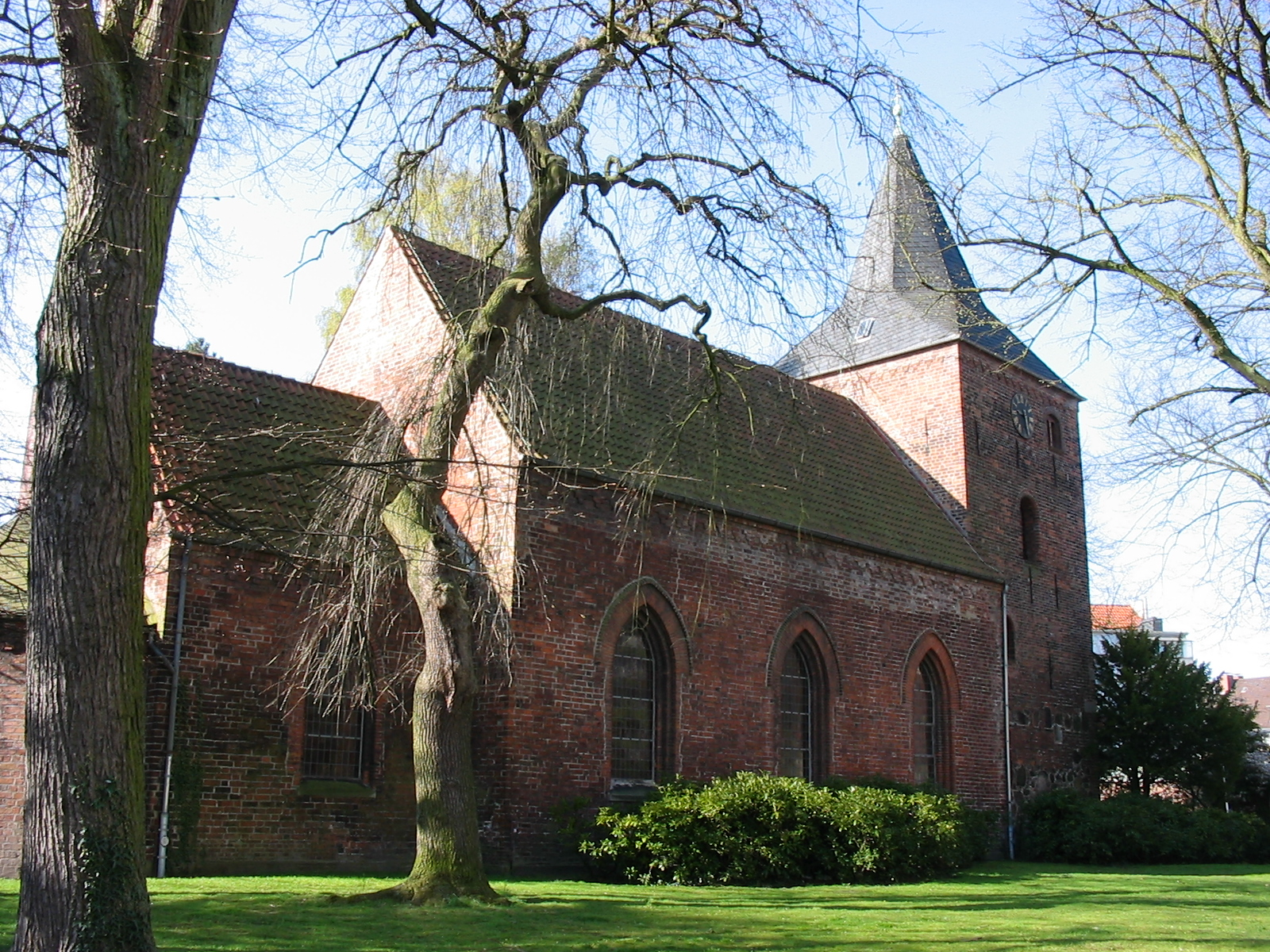
Ev.-luth. Marienkirche in Bremerhaven

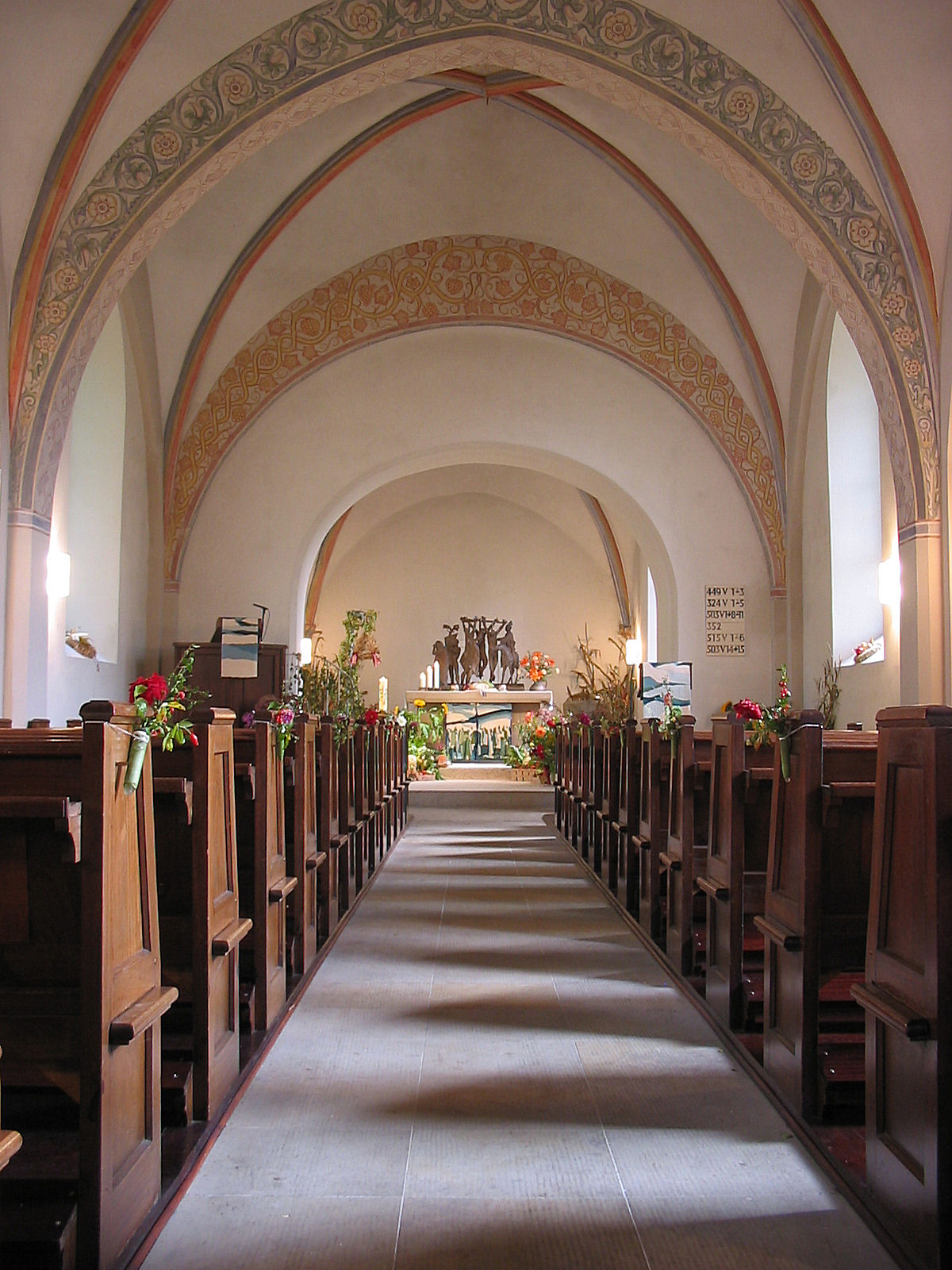
Ev.-luth. Marienkirche in Bremerhaven

Die Marienkirche ist eine evangelisch-lutherische Kirche im Bremerhavener Stadtteil Geestemünde und neben der Christuskirche in gleichem Stadtteil eine der beiden Predigtkirchen des Superintendenten, bzw. der Superintendentin vom Kirchenkreis Bremerhaven. Das Bauwerk steht seit 1977 unter Denkmalschutz.

## Bauwerk
Abgesehen von etwas Findlingsmauerwerk an der Turmbasis ist die romanisch begonnene und gotisch vollendete Marienkirche aus Backstein im Klosterformat errichtet. Der Kirchenraum besteht aus einem einschiffigen Langhaus und einem eingezogenen Chor, die beide mit Kreuzrippengewölben gedeckt sind. Das Schiff ist durch spitze Gurtbögen unterteilt, der Triumphbogen zum Chor jedoch rundbogig. Der etwas gedrungene annähernd quadratische Turm sitzt mit seiner Ostwand dem Westgiebel des Schiffs auf und trägt einen Pyramidenhelm. Außer einem Biforium nahe der Westecke der Nordwand liegen die rundbogigen Schallöffnungen weit unterhalb der Mauerkrone.
Die Ausgestaltung des Innenraums ist schlicht, aber nicht kahl. Die Wände sind weiß gekalkt, Gewölberippe und Scheidebögen aber farbig hervorgehoben. Eher dunkel gebeizt sind die Holzbalken der Orgelempore und die Kirchenbänke. Die Fenster sind in „antiker“ Bleiverglasung angebracht. Der Altar besteht aus einer einfachen, auf einem Sockel liegenden Sandsteinplatte. Auf dem Altar steht eine bronzene Kreuzigungsgruppe.

## Geschichte
Die genaue Zeit der Gründung einer Kirche im zuerst  1139 erwähnten Ort Geestenthorp (Geestendorf, heute Teil von Geestemünde) ist nicht bekannt. Es wird jedoch angenommen, dass die ansässigen Bauern zu Beginn des 13. Jahrhunderts eine kleine Kapelle zu Ehren der Heiligen Jungfrau Maria errichtet haben.
Im Stader Kopialbuch von 1420 wird eine Capella in Gesztendorppe erwähnt. Diese scheint sich in einem sehr schlechten Zustand befunden zu haben. In einer auf den 20. September 1436 datierten Ablassurkunde von Papst Eugen IV. wird die Kapelle als Ruine bezeichnet. Irgendwann zu dieser Zeit wurde jedenfalls das Kirchenschiff vergrößert oder sogar neu gebaut. Wann der Kirchturm errichtet wurde, ist unbekannt. Deutlich sichtbar sind hingegen die großen Findlinge, die das Fundament des Turmes bilden.

Kampf um die Leher Schanze am 2. August 1657 mit beschädigter Marienkirche

Im Dreißigjährigen Krieg wurde die Kirche stark beschädigt. Die Wiederherstellung des Gotteshauses erfolgte 1663. Davon zeugen die Ankersplinte über den Schallluken oberhalb des Turmeinganges. Von 1729 bis 1770 war Martin Mushard Pastor der Kirche.
1742 wurde an der Südseite der Kirche eine Sonnenuhr angebracht. Eine mechanische Uhr an der Marienkirche gab es damals schon seit Längerem.
Nach Plänen von Conrad Wilhelm Hase wurde die Kirche 1872–1875 eingreifend restauriert. Se erhielten das Hauptportal und die meisten Fenster neue Arkaturen.
Schließlich wurden 1907 an den Chor eine Sakristei und Heizungsräume angebaut.
Beim schwersten der 52 Luftangriffe auf Wesermünde am 18. September 1944 brannte die Kirche aus. Die Dächer des Turms und des Kirchenschiffs gingen völlig verloren. Außer dem Mauerwerk der Kirche blieb nur der Dachstuhl des Chors teilweise erhalten.
Am 7. März 1951 wurde anlässlich der Fertigstellung des ersten Bauabschnittes Richtfest gefeiert. Am Jahresende besaß die Kirche dann endlich wieder ein neues Dach. Die erste neue Glocke konnte am 17. November 1953 im Turm eingebaut werden. Offiziell eingeweiht wurde die wiederhergestellte Marienkirche dann am 7. März 1954. Die neue Orgel spielte am 6. Oktober 1957 erstmals in einem Gottesdienst. Es handelt sich dabei um eine mit 16 Registern ausgestattete Schleifladenorgel mit rund 1000 Orgelpfeifen. Seit dem Frühjahr 1964 besitzt die Marienkirche wieder ein vollständiges Geläut, bestehend aus drei Glocken.

1979 wurde das Gewölbe von dem Kirchenmaler Schlüter aus Essen mit ausgemalten Bögen und Jochen bemalt. Außerdem erhielt der Altar eine neue Plastik. Diese stammt von Karl-Henning Seemann aus Stuttgart, der auch die Plastik über der Kirchentür anfertigte. Die Bronzeplastik im Bogenfeld über der Kirchentür zeigt die Arche Noah mit der Friedenstaube.